# Vesthordlands prosteri

Prosterier i Bjørgvins stift. Det ljusgröna området på kartan är Vesthordlands prosteri.

Vesthordlands prosteri (norska: Vesthordland prosti) är ett kontrakt (prosteri, norska: prosti) i Bjørgvins stift inom Norska kyrkan. Kontraktet omfattar kommunerna Askøy och Øygarden i Vestland fylke i västra Norge.
Namnet syftar på att kontraktet omfattar ett område i den västra delen av det tidigare fylket Hordaland.

## Socknar
Vesthordlands prosteri består av tio socknar (norska: sokn eller sogn) inom två kyrkliga samfälligheter (norska: kirkelige fellesråd), motsvarande kommunerna:

### Askøy kyrkliga samfällighet
- Asks socken
- Erdals socken
- Herdla socken
- Strusshamns socken
- Tveits socken

### Øygardens kyrkliga samfällighet
- Fjells socken
- Foldnes socken
- Hjelme og Blomvågs socken
- Landro socken
- Sunds socken